# راجر بارت
راجر بارت (انگلیسی: Roger Bart؛ زادهٔ ۲۹ سپتامبر ۱۹۶۲) یک هنرپیشه و خواننده اهل ایالات متحده آمریکا است. وی از سال ۱۹۸۷ میلادی تاکنون مشغول فعالیت بوده‌است.

## گزیده فیلمشناسی
از فیلم‌ها یا برنامه‌های تلویزیونی که وی در آن نقش داشته‌است می‌توان به آثار زیر اشاره کرد.
- هرکول (فیلم ۱۹۹۷) (۱۹۹۷)
- نفوذی (فیلم ۱۹۹۹) (۱۹۹۹)
- بانو و ولگرد ۲: ماجراجویی اسکمپ (۲۰۰۱)
- همسران استپفورد (فیلم ۲۰۰۴) (۲۰۰۴)
- تهیه‌کنندگان (فیلم ۲۰۰۵) (۲۰۰۵)
- مسافرخانه (فیلم ۲۰۰۷) (۲۰۰۷)
- گانگستر آمریکایی (فیلم) (۲۰۰۷)
- شهروند مطیع قانون (۲۰۰۹)
- شگفت‌انگیز عجیب (۲۰۱۲)
- آخرین وگاس (۲۰۱۴)
- چگونه یک پسر بهتر بسازیم (۲۰۱۵)
- ترامبو (فیلم ۲۰۱۵) (۲۰۱۷)
- کدبانوهای وامانده (۱۲–۲۰۰۵)
- ۳۰ راک (۲۰۰۹)
- سی‌اس‌آی: میامی (۲۰۱۰)
- هدف انسانی (۲۰۱۰)
- سی‌اس‌آی (۲۰۱۲)
- انتقام (مجموعه تلویزیونی) (۱۵–۲۰۱۲)
- جانوران سیاسی (۲۰۱۲)
- گریم (مجموعه تلویزیونی) (۲۰۱۲)
- ادراک (مجموعه تلویزیونی) (۲۰۱۲)
- فیلادلفیا همیشه آفتابی است (۲۰۱۳)
- آشنایی با مادر (۲۰۱۳)
- جسی (مجموعه تلویزیونی) (۲۰۱۴)
- چگونه یک پسر بهتر بسازیم (۲۰۱۴)
- اپیزودها (۱۷–۲۰۱۴)
- خانواده امروزی (۲۰۱۵)
- ملکه‌های جیغ (مجموعه تلویزیونی ۲۰۱۵) (۲۰۱۵)
- تو بدترینی (۲۰۱۵)
- مشکل خوب (۲۰۱۹-اکنون)